# Linxia (Kreis)
Der Kreis Linxia (临夏县,  Línxià Xiàn) ist ein Kreis der chinesischen Provinz Gansu. Er gehört zum Verwaltungsgebiet des Autonomen Bezirks Linxia der muslimischen Minderheit der Hui. Linxia hat eine Fläche von 1.217 Quadratkilometern und zählt 342.600 Einwohner (Stand: Ende 2018).